# Робертс, Джон (футболист)
Джон Гриффит Робертс (англ. John Griffith Roberts; 11 сентября 1946, Аберкинон, Гламорган — 4 января 2016, Сиденхам) — валлийский футболист и тренер. Играл на позиции защитника. В общей сложности провёл около 400 матчей в Английской футбольной лиге.

## Клубная карьера
Начал играть футбол в местном клубе, «Аберсинон Атлетик». В то же время он работал железнодорожным пожарным. В 1963 году перешёл в «Суонси Таун», где уже через год дебютировал на профессиональном уровне. По началу он играл на позиции нападающего, но после был смещен к защите. В 1967 году перешёл в «Нортгемптон Таун». Через 2 года подписал контракт с лондонским «Арсеналом». Он играл за «канониров» три сезона, в том числе 18 матчей в сезоне 1970/71, в котором команда сделала золотой дубль. Но в финале Кубка Англии того сезона Робертс участие не принял.
Покинул Арсенал в 1972 году, сыграв в общей сложности 81 матч и забив 5 голов. Он также имел опыт игрока в таких клубах, как «Бирмингем Сити», «Рексем» (в 1979 стал игроком года в этом клубе) и «Халл Сити». Карьеру завершил в «Озуэстри Таун», в котором выполнял роль играющего тренера.

## Карьера за сборную
Дебют за национальную сборную Уэльса состоялся 15 мая 1971 года в матче против сборной Шотландии (0:0). Большая половина матчей Джона - Домашний чемпионат Великобритании. Также пару матчей выводил сборную с капитанской повязкой. Всего Робертс провёл за сборную 20 матчей.

## После карьеры
После карьеры футболиста он продолжил работать в качестве продавца канцелярских товаров и инструктора по вождению.
Умер 4 января 2016 года Робертс в возрасте 69 лет.